# Saison 1 de RuPaul's Drag Race: UK vs The World
La première saison de RuPaul's Drag Race: UK vs The World est diffusée pour la première fois le 1er février 2022 sur BBC Three au Royaume-Uni et sur WOW Presents Plus à l'international.
Le lancement de la série est annoncé le 21 décembre 2021 par World of Wonder. Le casting est composé de neuf candidates et est dévoilé le 17 janvier 2022 sur les réseaux sociaux.
La gagnante de la saison reçoit la chance de collaborer musicalement avec RuPaul.

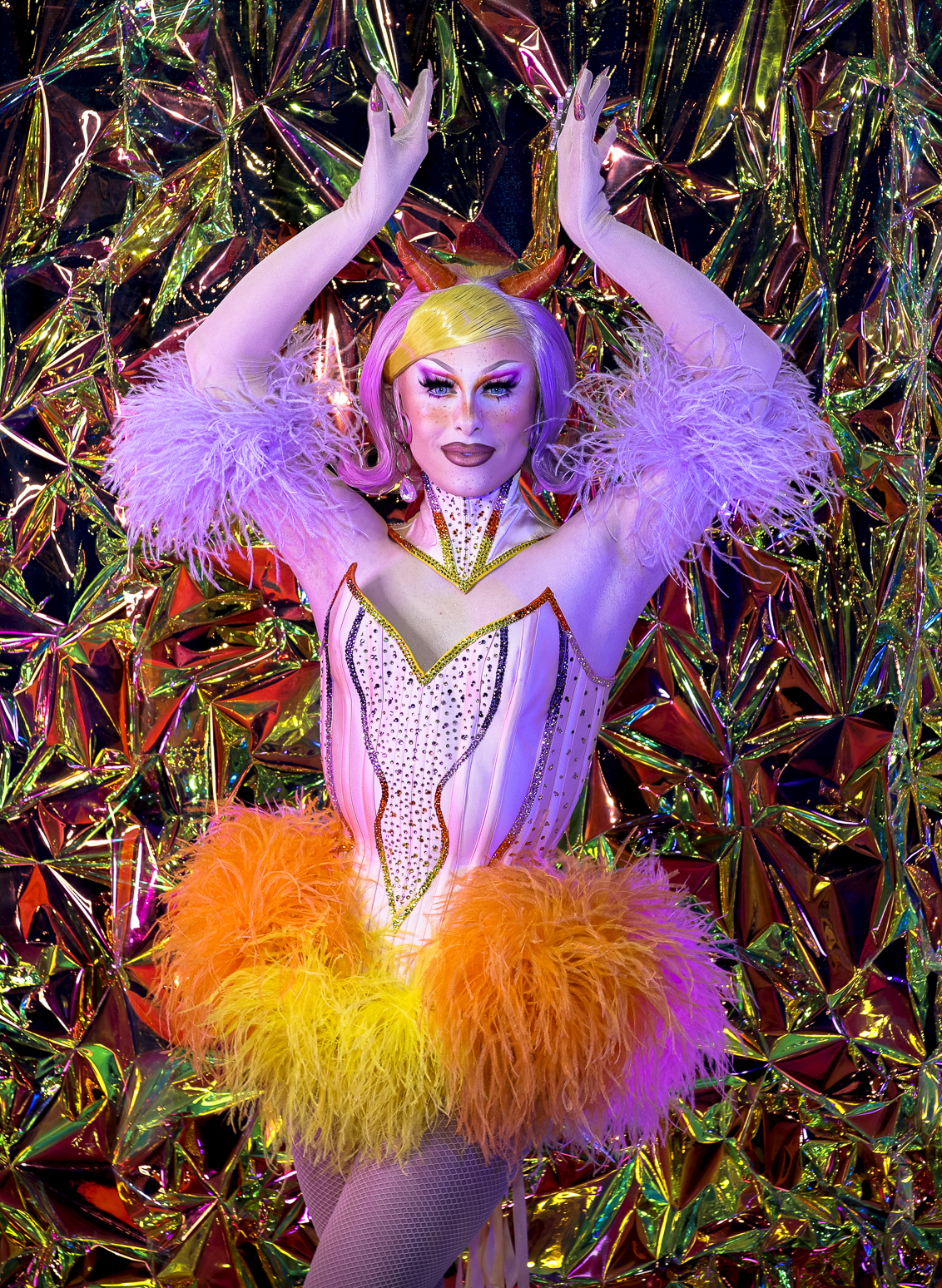
Blu Hydrangea, la gagnante de la saison.

La gagnante de la saison est Blu Hydrangea, avec Mo Heart comme seconde.

## Candidates
Les candidates de la première saison de RuPaul's Drag Race: UK vs The World sont :
(Les noms et âges donnés sont ceux annoncés au moment de la compétition.)
| Candidate               | Candidate     | Âge | Franchise originale          | Saison originale | Classement original | Classement final  |
| ----------------------- | ------------- | --- | ---------------------------- | ---------------- | ------------------- | ----------------- |
| Drapeau du Royaume-Uni  | Blu Hydrangea | 25  | RuPaul's Drag Race UK        | Saison 1         | 5e place            | Gagnante          |
| Drapeau des États-Unis  | Mo Heart      | 34  | RuPaul's Drag Race           | Saison 10        | 8e place            | Seconde           |
| Drapeau des États-Unis  | Mo Heart      | 34  | RuPaul's Drag Race All Stars | Saison 4         | 3e/4e place         | Seconde           |
| Drapeau du Royaume-Uni  | Baga Chipz    | 31  | RuPaul's Drag Race UK        | Saison 1         | 3e place            | 3e place 4e place |
| Drapeau des États-Unis  | Jujubee       | 36  | RuPaul's Drag Race           | Saison 2         | 3e place            | 3e place 4e place |
| Drapeau des États-Unis  | Jujubee       | 36  | RuPaul's Drag Race All Stars | Saison 1         | 3e/4e place         | 3e place 4e place |
| Drapeau des États-Unis  | Jujubee       | 36  | RuPaul's Drag Race All Stars | Saison 5         | Seconde             | 3e place 4e place |
| Drapeau des Pays-Bas    | Janey Jacké   | 29  | Drag Race Holland            | Saison 1         | Seconde             | 5e place          |
| Drapeau de la Thaïlande | Pangina Heals | 32  | Drag Race Thailand           | —                | —                   | 6e place          |
| Drapeau du Canada       | Jimbo         | 37  | Canada's Drag Race           | Saison 1         | 4e place            | 7e place          |
| Drapeau du Royaume-Uni  | Cheryl Hole   | 27  | RuPaul's Drag Race UK        | Saison 1         | 4e place            | 8e place          |
| Drapeau du Canada       | Lemon         | 25  | Canada's Drag Race           | Saison 1         | 5e place            | 9e place          |

1. ↑  Pangina Heals n'a jamais concouru dans une saison de Drag Race auparavant : elle est apparue en tant que co-présentatrice des deux premières saisons de Drag Race Thailand.
2. ↑  Jimbo a ensuite participé à la huitième saison de RuPaul's Drag Race All Stars.

## Progression des candidates
|            |                         |               | Épisode | Épisode | Épisode | Épisode | Épisode | Épisode  |
| 1          | 2                       | 3             | 4       | 5       | 6       |         |         |          |
| ---------- | ----------------------- | ------------- | ------- | ------- | ------- | ------- | ------- | -------- |
| Candidates | Drapeau du Royaume-Uni  | Blu Hydrangea | HIGH    | SAFE    | SAFE    | WIN     | BTM3    | GAGNANTE |
| Candidates | Drapeau des États-Unis  | Mo Heart      | SAFE    | HIGH    | LOW     | BTM4    | WIN     | SECONDE  |
| Candidates | Drapeau du Royaume-Uni  | Baga Chipz    | HIGH    | SAFE    | SAFE    | WIN     | BTM3    | ELIMINÉE |
| Candidates | Drapeau des États-Unis  | Jujubee       | SAFE    | BTM2    | BTM2    | BTM4    | WIN     | ELIMINÉE |
| Candidates | Drapeau des Pays-Bas    | Janey Jacké   | BTM2    | WIN     | WIN     | BTM4    | ELIM    | INVITÉE  |
| Candidates | Drapeau de la Thaïlande | Pangina Heals | WIN     | HIGH    | WIN     | ELIM    |         | INVITÉE  |
| Candidates | Drapeau du Canada       | Jimbo         | WIN     | WIN     | ELIM    |         |         | INVITÉE  |
| Candidates | Drapeau du Royaume-Uni  | Cheryl Hole   | SAFE    | ELIM    |         |         |         | INVITÉE  |
| Candidates | Drapeau du Canada       | Lemon         | ELIM    |         |         |         |         | INVITÉE  |

 La candidate a gagné RuPaul's Drag Race: UK Versus the World.
 La candidate est arrivée seconde.
 La candidate a été éliminée pendant le tournoi de lip-syncs final.
 La candidate a gagné le défi.
  La candidate a été une des deux meilleures candidates de la semaine mais a perdu le lip-sync.
 La candidate a reçu des critiques positives des juges et a été déclarée sauve.
 La candidate a été déclarée sauve.
 La candidate a reçu des critiques négatives des juges mais a été déclarée sauve.
 La candidate a été en danger d'élimination.
 La candidate a été éliminée.

## Lip-syncs
| Épisode | Candidate (Choix d'élimination) | vs. | Candidate (Choix d'élimination) | Chanson                         | Artiste         | Gagnante(s)   | Candidates en danger d'élimination         | Candidate éliminée |
| ------- | ------------------------------- | --- | ------------------------------- | ------------------------------- | --------------- | ------------- | ------------------------------------------ | ------------------ |
| 1       | Jimbo (Janey Jacké)             | vs. | Pangina Heals (Lemon)           | Say You'll Be There             | Spice Girls     | Pangina Heals | Janey Jacké Lemon                          | Lemon              |
| 2       | Janey Jacké (Cheryl Hole)       | vs. | Jimbo (Jujubee)                 | Supermodel (You Better Work)    | RuPaul          | Janey Jacké   | Cheryl Hole Jujubee                        | Cheryl Hole        |
| 3       | Janey Jacké (Jujubee)           | vs. | Pangina Heals (Jimbo)           | We Like To Party (The Vengabus) | Vengaboys       | Pangina Heals | Jimbo Jujubee                              | Jimbo              |
| 4       | Baga Chipz (Pangina Heals)      | vs. | Blu Hydrangea (Pangina Heals)   | Let It Go                       | Alexandra Burke | Blu Hydrangea | Janey Jacké Jujubee Mo Heart Pangina Heals | Pangina Heals      |
| 5       | Jujubee (Janey Jacké)           | vs. | Mo Heart (Janey Jacké)          | Toy                             | Netta           | Jujubee       | Baga Chipz Blu Hydrangea Janey Jacké       | Janey Jacké        |
| Épisode | Candidate                       | vs. | Candidate                       | Chanson                         | Artiste         | Gagnante      | Gagnante                                   | Gagnante           |
| 6       | Baga Chipz                      | vs. | Mo Heart                        | Domino                          | Jessie J        | Mo Heart      | Mo Heart                                   | Mo Heart           |
| 6       | Blu Hydrangea                   | vs. | Jujubee                         | The Reflex                      | Duran Duran     | Blu Hydrangea | Blu Hydrangea                              | Blu Hydrangea      |
| 6       | Blu Hydrangea                   | vs. | Mo Heart                        | Supernova                       | Kylie Minogue   | Blu Hydrangea | Blu Hydrangea                              | Blu Hydrangea      |

 La candidate a été éliminée après sa première fois en danger d'élimination.
 La candidate a été éliminée après sa troisième fois en danger d'élimination.
 La candidate a gagné le lip-sync.
 La candidate a remporté le lip-sync et la saison.

## Juges invités
Cités par ordre d'apparition :
- Melanie C, chanteuse et actrice britannique ;
- Daisy May Cooper, actrice britannique ;
- Jonathan Bailey, acteur britannique ;
- Clara Amfo, présentatrice radio britannique ;
- Michelle Keegan, actrice britannique ;
- Jade Thirlwall, chanteuse britannique.

### Invités spéciaux
Certains invités apparaissent dans les épisodes, mais ne font pas partie du panel de jurés.
Épisode 3
- Johannes Rabede, danseur et chorégraphe sud-africain.

Épisode 4
- Katie Price, personnalité télévisée britannique.

Épisode 6
- Naomi Campbell, top model britannique ;
- Elton John, chanteur, compositeur et musicien britannique ;
- Billy Porter, chanteur et acteur américain.

## Épisodes
| CANDIDATE | Baga Chipz | Blu Hydrangea | Cheryl Hole | Janey Jacké | Jimbo   | Jujubee | Lemon    | Mo Heart | Pangina Heals |
| RÔLE      | Lip-sync   | Lip-sync      | Lip-sync    | Lip-sync    | Comédie | Chant   | Lip-sync | Chant    | Waacking      |

| CANDIDATE        | Baga Chipz | Blu Hydrangea         | Janey Jacké | Jimbo            | Jujubee | Mo Heart              | Pangina Heals |
| COMÉDIE MUSICALE | Hairspray  | La Mélodie du bonheur | Mamma Mia ! | Le Magicien d'Oz | Cabaret | The Rocky Horror Show | Annie         |

| ÉQUIPE     | ÉQUIPE KATIE PRICE | ÉQUIPE KATIE PRICE | ÉQUIPE KATIE PRICE | ÉQUIPE MICHELLE VISAGE | ÉQUIPE MICHELLE VISAGE | ÉQUIPE MICHELLE VISAGE |
| ---------- | ------------------ | ------------------ | ------------------ | ---------------------- | ---------------------- | ---------------------- |
| CANDIDATE  | Baga Chipz         | Jujubee            | Pangina Heals      | Blu Hydrangea          | Janey Jacké            | Mo Heart               |
| PERSONNAGE | Kathy Bates        | Cher               | Mariah Carey       | Mike Myers             | James Charles          | Billy Porter           |

| CANDIDATE                              | BAGA CHIPZ | BLU HYDRANGEA | JUJUBEE          | MO HEART  |
| -------------------------------------- | ---------- | ------------- | ---------------- | --------- |
| NOMBRE DE VICTOIRES                    | 1          | 1             | 1                | 1         |
| ÉPISODE(S)                             | Épisode 4  | Épisode 4     | Épisode 5        | Épisode 5 |
| NOMBRE DE FOIS EN DANGER D'ÉLIMINATION | 1          | 1             | 3                | 1         |
| ÉPISODE(S)                             | Épisode 5  | Épisode 5     | Épisodes 2, 3, 4 | Épisode 4 |